# Langona aperta
Langona aperta är en spindelart som först beskrevs av Denis 1958.  Langona aperta ingår i släktet Langona och familjen hoppspindlar. Inga underarter finns listade i Catalogue of Life.